# Stuľany
Stuľany é um município da Eslováquia, situado no distrito de Bardejov, na região de Prešov. Tem 8,12 km² de área e sua população em 2018 foi estimada em 559 habitantes.

## Demografia
| Ano:        | 1994 | 2004   | 2014   | 2024   |
| ----------- | ---- | ------ | ------ | ------ |
| Broj ljudi: | 612  | 604    | 577    | 545    |
| Razlika:    |      | -1,30% | -4,47% | -5,54% |

| Ano:               | 2023 | 2024   |
| ------------------ | ---- | ------ |
| Número de pessoas: | 534  | 545    |
| Diferença:         |      | +2,05% |